# Гусарская сабля

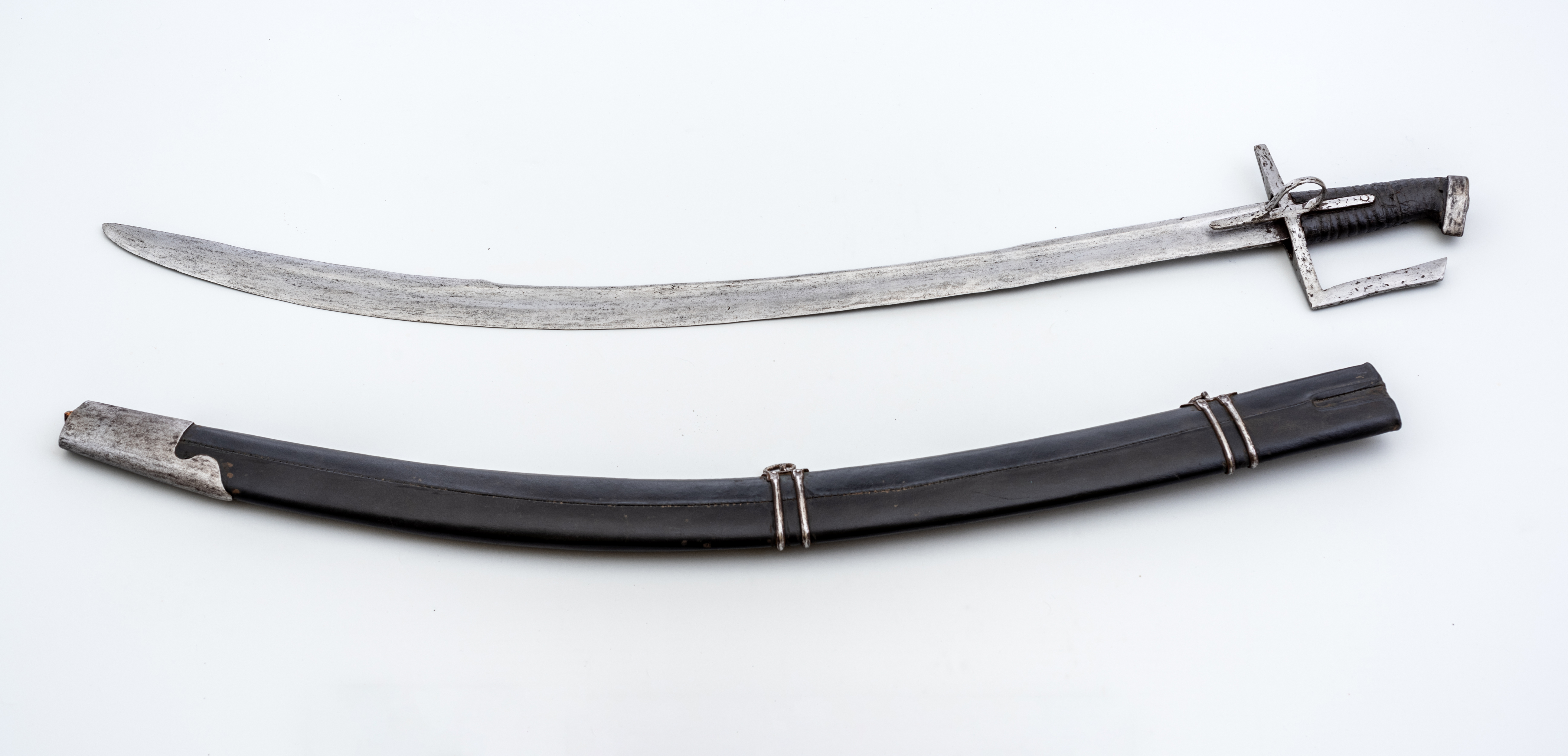
Гусарская сабля, XVII век

Гусарская сабля — тип сабли польского происхождения.
Появилась в XVII веке, или, возможно, в конце XVI. Её основным отличием является закрытый эфес. Применялась в кавалерии. В XVIII веке под польским влиянием распространяется на запад по всей Европе и вызывают местные подражания.

## Типология
Войцех Заблоцкий выделяет 5 основных типов польских гусарских сабель XVII—XVIII веков.
- 1a. Сабля с закруглённой пальцевой дужкой, в которую переходит переднее плечо крестовины, сгибаясь под углом около 100°. Конец XVI — первая половина XVIII века.
- 1b. Сабля с прямой пальцевой дужкой, изогнутой по отношению к крестовине на 90°, не соединённой с навершием. XVII — первая половина XVIII века.
- 1c. Сабля с закруглённой пальцевой дужкой и с горизонтальными планками на гарде. Вторая половина XVIII века.
- 1d. Сабля с пальцевой дужкой, изогнутой на 90°, и дисковидным щитком в качестве гарды. Вторая половина XVIII века.
- 1e. Сабля с пальцевой дужкой и дополнительными защитными дужками. Конец XVIII века.

## Конструкция
|  | A — эфес - 1 — навершие (колпачок) - 2 — рукоять (черен) - 3 — перекрестье - 4 — гарда B — клинок С — первая треть клинка D — вторая треть клинка Е — третья треть клинка - 5 — лезвие - 6 — обух клинка - 7 — голомень - 8 — дол - 9 — елмань (не на всех образцах) - 10 — острие |

Заднее плечо крестовины иногда могло оканчиваться шарообразным увенчанием или загибаться вниз. Переднее переходило в пальцевую дужку. Иногда рукоять снабжалась кольцом для большого пальца. Эфес, как правило, стальной, реже — бронзовый; рукоять обычно обматывалась металлическим жгутом или тесьмой. Длина клинка составляла обычно 82,5—86,0 см, ширина у рукояти — 2,3—2,8 см, кривизна около 6—7 см. Елмань была слабо выражена и составляла 20—25 см. Расстояние от центра удара до центра тяжести клинка — 20—25 см. Ножны деревянные, обтягивались кожей, и нередко делались чёрного цвета, откуда оружие получило название «чёрная сабля». По мнению Заблоцкого, гусарская сабля является одной из лучших и многофункциональных сабель мира.